# Westwood (Bradford-on-Avon)
Westwood – wieś i civil parish w Anglii, w hrabstwie Wiltshire. W 2011 civil parish liczyła 1162 mieszkańców. Westwood jest wspomniana w Domesday Book (1086) jako Westwode. W obszar civil parish wchodzą także Lower Westwood, Upper Westwood, Lye Green i Iford